# Sandra Vidal
Sandra Vidal (ur. 17 września 1966 w Buenos Aires) – argentyńska aktorka i modelka, najbardziej znana z roli Sofii w amerykańskiej operze mydlanej Moda na sukces, za którą w 2002 roku była nominowana do American Latino Media Arts Awards.
Karierę rozpoczęła od zwycięstwa w lokalnym konkursie w Puente del Este, gdzie nagrodą był kontrakt z Rochas Perfume. W wieku 17 lat pracowała jako modelka w Europie. Po powrocie do Ameryki Południowej występowała w licznych programach telewizyjnych (prowadziła m.in. Hacerte Cargo), a popularność przyniosła jej rola Eleny Sanchez w Angeles, hiszpańskiej wersji serialu Aniołki Charliego.
29 maja 2001 roku po raz pierwszy pojawiła się w amerykańskiej operze mydlanej Moda na sukces, wcielając się w postać Sofii Alonso.
Zna cztery języki – hiszpański, angielski, portugalski i włoski.
Była związana z Pablo Montero, popularnym meksykańskim piosenkarzem. Mają syna – Pablo – urodzonego 28 września 2007 roku.

## Filmografia
- 2001-2003: Moda na sukces (Bold and the Beautiful, The) jako Sofia Alonso
- 2002: Champion (Undisputed) jako Fight Fan
- 2002: Pasażer (Derailed) jako Cynthia
- 2003: Biała gorączka (White Rush) jako Solange Paramus
- 2006: Cattle Call jako Beverly Will
- 2007: Violent Kind, The jako Martina